# Barna da Siena

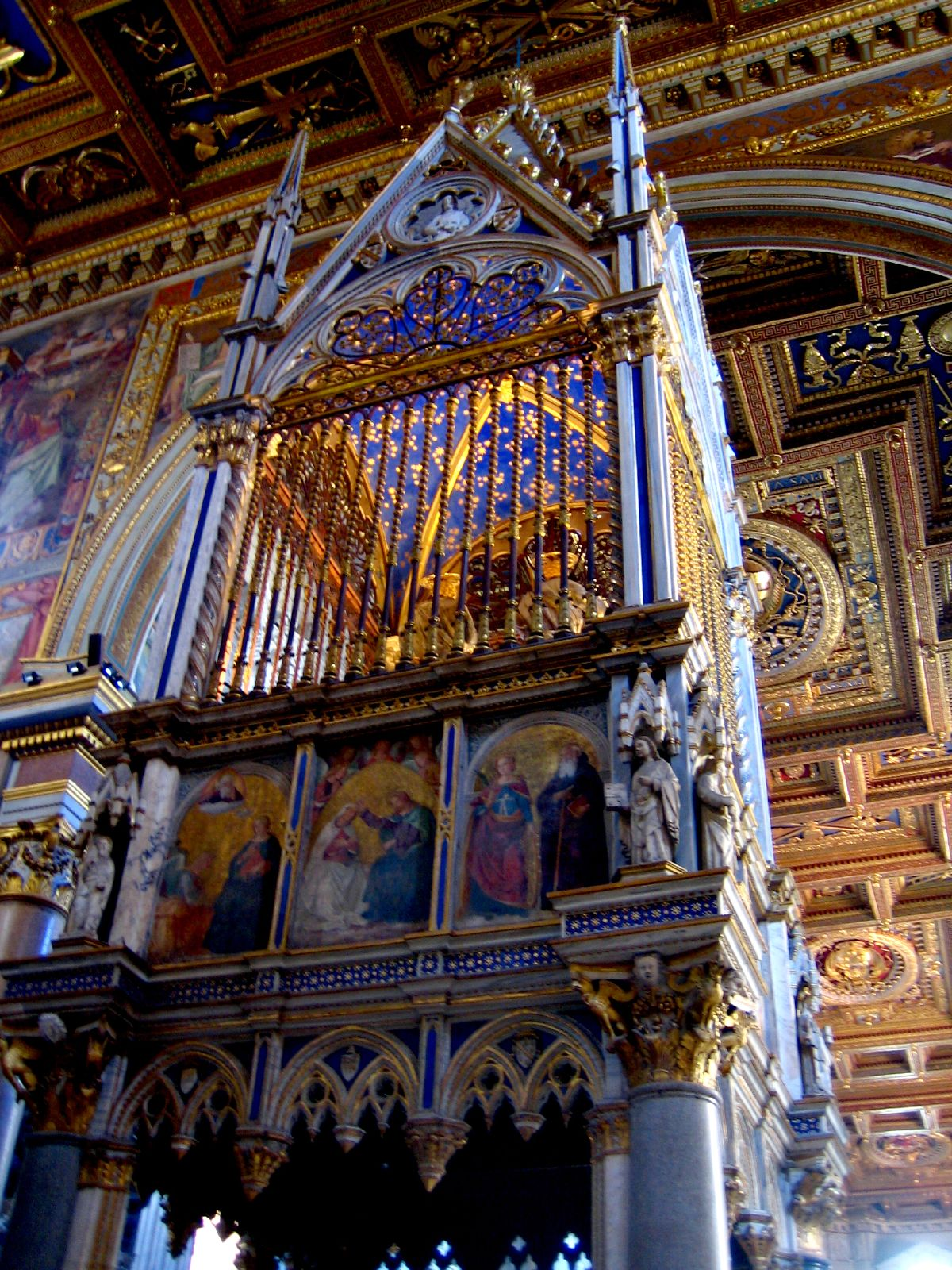
Peintures de Barna da Siena sur le tabernacle d'Arnolfo di Cambio à Saint-Jean-de-Latran.

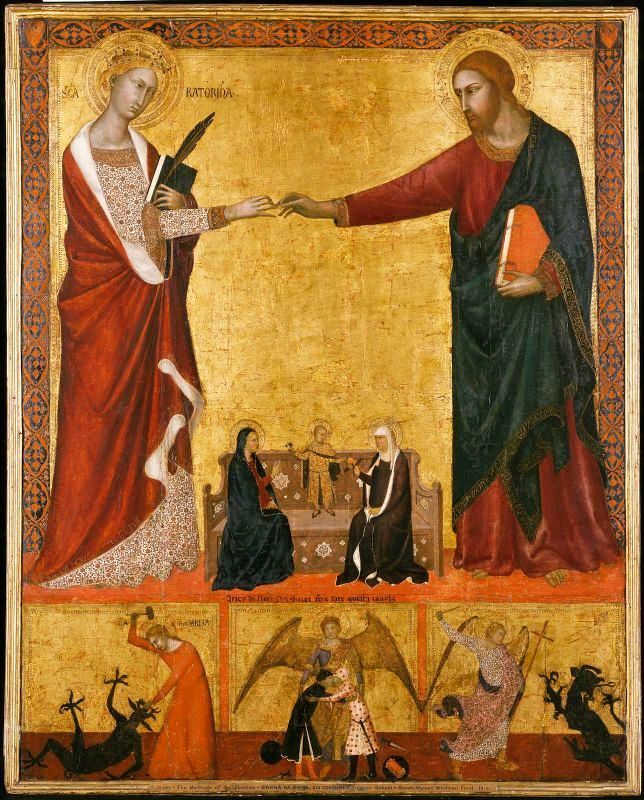
Mariage mystique de sainte Catherine, Boston.

Barna di Bertino dit Barna da Siena (?? - 1380), est un peintre italien de l'école siennoise, de style byzantin, actif entre 1330 et 1350. Son existence est toutefois incertaine.

## Problématique autour de son existence
Basée sur des écrits de Lorenzo Ghiberti et Vasari, l'existence de Barna de Sienne est incertaine. Il est mentionné pour la première fois par Lorenzo Ghiberti dans son I Commentarii (milieu du XVe siècle) comme un peintre siennois qui a peint plusieurs œuvres en Toscane, y compris plusieurs scènes de l'Ancien Testament à San Gimignano. Giorgio Vasari fait référence dans la première édition de ses Vite (1550) au peintre siennois « Berna » qui est l'auteur de fresques de l'Ancien Testament dans la Collégiale de San Gimignano. Dans la deuxième édition des Vite (1568), Vasari relie seulement l'artiste aux scènes du Nouveau Testament dans cette église, les datant de la toute fin de la vie de Barna, apparemment en 1381. 
En raison des grandes variations de style et de la qualité des peintures du Nouveau Testament à San Gimignano, on pense qu'elles sont l'œuvre de trois ou quatre peintres distincts. En outre, la datation par Vasari des scènes du Nouveau Testament est incorrecte car, pour des raisons stylistiques, elles devraient être datées de la période 1330-1340. En raison de ces problèmes  portant sur l'identification de l'artiste, une majorité d'historiens pensent maintenant que « Barna » est une fiction historique. Cette conclusion a généré diverses théories sur la paternité des fresques de San Gimignano. L'opinion générale est que les fresques de la Collégiale et autres peintures sur panneaux attribuées à l'artiste sont toutes étroitement liées au travail des disciples de Simone Martini et du cercle de Lippo Memmi.

## Biographie
Barna da Siena aurait été l'élève de Simone Martini et aurait subi l'influence de Duccio di Buoninsegna.
Selon Vasari, il est mort à la suite d'une chute accidentelle sur le chantier des fresques du Nouveau Testament à la collégiale de San Gimignano. En raison de l'absence d'œuvres signées, Barna est reconnu comme le maître de la Collégiale de San Gimignano. On pense que son élève Giovanni d'Asciano l'a aidé sur les fresques et a terminé les parties restantes après que sa chute et son décès prématuré. Il est suggéré, sur la base des travaux de Giorgio Vasari, que le maître travaillant à la Collégiale de San Gimignano s'appelait Bernardo Bertini. Bernardo est notamment fait prisonnier en 1335 lors d'une escarmouche avec les Lucquois. Il est ensuite allé à Sienne et a étudié dans l'atelier de Simone Martini. Des documents montrent qu'en 1355, il était, soit absent de Sienne, soit mort. Cela confirme l'idée que Barna, le maître de San Gimignano, est mort assez jeune, vers 1360. Lors de sa capture en 1335, il est noté qu'il n'était qu'un garçon. S'il est né peu avant 1320 et mort avant 1360, il ne pouvait pas avoir plus de quarante ans à sa mort.
Il n'a signé ni daté aucune de ses œuvres.

## Style
Bien que peu de choses soient certaines concernant la vie de Barna, son travail est très particulier. Il est connu pour ses figures dramatiquement expressives et utilise une composition plus rapprochée que ses prédécesseurs. Dans sa version de la Résurrection de Lazare, par exemple, il représente beaucoup moins de personnages que Duccio dans la sienne, et met beaucoup plus l'accent sur les émotions et les actions de chacun d'eux. Leurs expressions sont beaucoup plus dramatiques et il y a un sentiment d'humanité que l'on ne retrouve pas dans le travail des peintres siennois qui l'ont précédé. Barna ignore apparemment les «  formules » gothiques illustrées par Simone Martini et ses disciples.Au lieu de cela, ses personnages présentent un sens du volume et de l'émotivité, rappelant Lorenzetti et d'autres peintres florentins, renforçant encore l'affirmation selon laquelle Barna n'était pas originaire de Sienne, mais plus probablement de Florence.

## Analyse

### Baiser de Judas

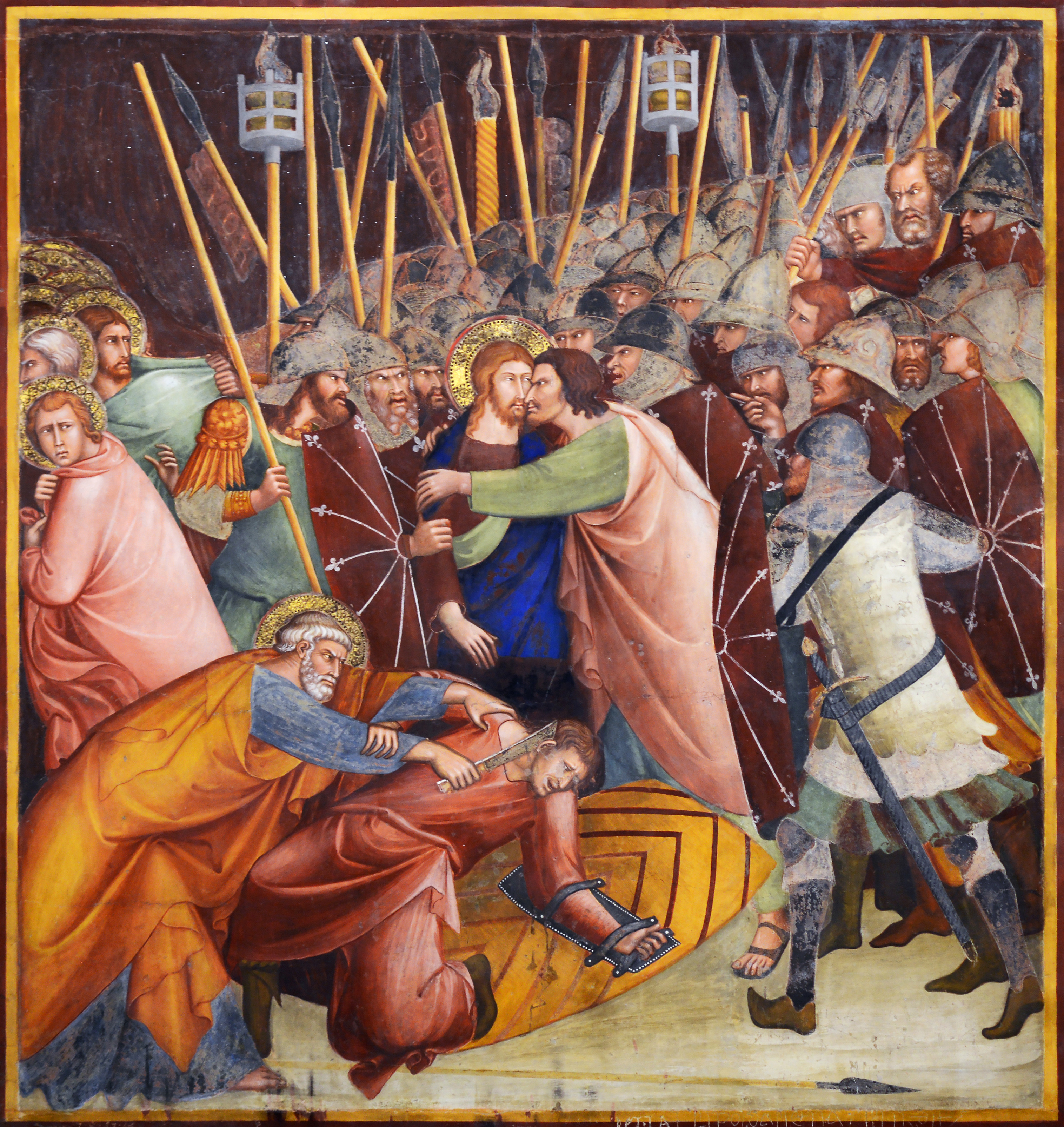
Baiser de Judas, Collégiale de San Gimignano

Barna réussit à introduire dans le Baiser de Judas (aussi nommé Arrestation de Jésus), dans le vaisseau de droite de la collégiale de San Gimignano, un dynamisme contrasté dans le modèle giottesque. La composition en frise s'anime d'un mouvement transversal qui envoie vers le spectateur l'épisode de saint Pierre coupant l'oreille de Malchius, ce dernier se trouvant rejeté au pied de celui dont le calme ou la fermeté physique préfigurent presque le triomphe final. Barna perd ici la beauté du geste avec lequel le Judas de Giotto enveloppait le christ (fresques de l'église de l'Arena de Padoue), mais l'intensité tragique et psychologique laisse place à la variété dramatique.
On retrouve le groupe des soldats avec lances vu chez Giotto, qui fait irruption dans le Jardin des oliviers (panneau adjacent à droite) et est utilisé dynamiquement, dans une tentative de synthèse entre la rigueur giottesque et la mouvance siennoise. La courbe descendante des casques chasse le groupe des Apôtres du « lieu figuratif ». La composition dynamique est résumée dans le mouvement contradictoire du soldat du premier plan vu de trois quarts arrière, et du groupe saint Pierre-Malchus. Un mouvement enveloppe Judas et le Christ, dont l'accolade est située exactement au-dessus de la rencontre des diagonales clairement suggérées. La narration est animée mais elle perd la force tragique de Giotto : le « gothique international » commence à se mettre au point, à partir d'une synthèse élégante des acquis du ‘‘Trecento.

## Œuvres
- Christ portant la croix et un frère dominicain, Frick Collection.
- Fresques du Nouveau Testament, collégiale de San Gimignano (probablement reprises par Lippo Memmi après sa mort accidentelle d'une chute sur ce chantier).
- Peintures sur le tabernacle d'Arnolfo di Cambio, grand autel de l'Archibasilique Saint-Jean de Latran de Rome (1367-1368).
- Le Baiser de Judas,
- Le Mariage mystique de sainte Catherine (1340), tempera sur panneau, Museum of Fine Arts, Boston.
- Madonna della Rosa Museo d'Arte sacra, Asciano.
- Christ en croix, Maryland, Walters Art Museum, Baltimore.
- Nativité (fresque), Collégiale de San Gimignano, Italie.
- Saints, Staatl. Museen, Berlin.
- Pietà, Museo Horne, Florence.
- Christ en croix, Frick Collection, New York.
- Christ en croix, Ashmolean Museum, Oxford.
- Les Saints Pierre et Paul, collection Bordonaro, Palerme.
- Christ en croix avec Marie et des saints, John G. Johnson Art Collection, Philadelphie.
- Saint André, Museo Nazionale di S. Matteo, Pise.
- Vierge à l'Enfant avec les saints Paul, et Jean-Baptiste, S. Pietro, San Gimignano.
- Vierge à l'Enfant, collection Bernard Berenson, Settignano.
- Christ en croix, pinacothèque du Vatican.